# 亨利四世 (第一部)

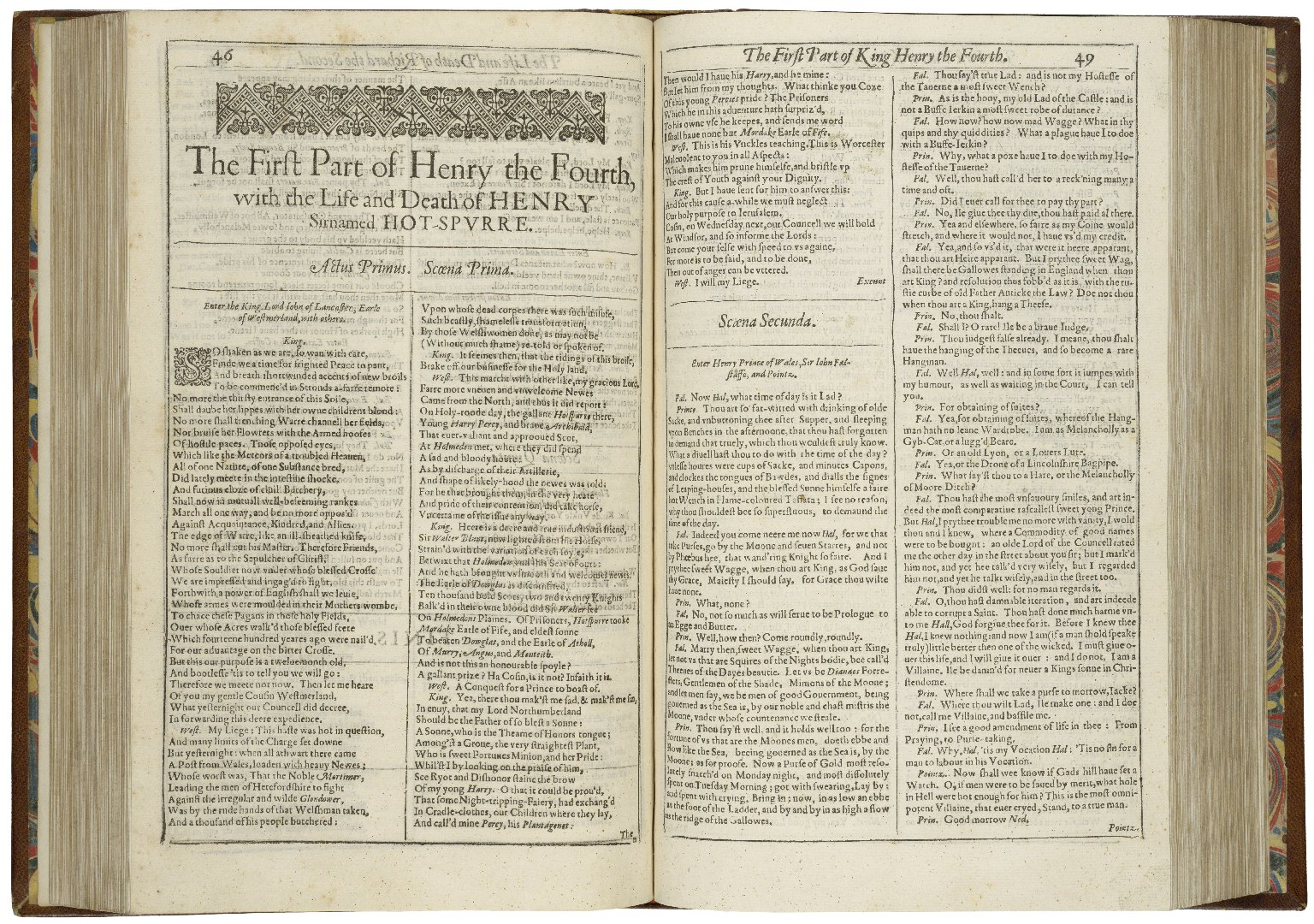
1623年《第一对开本》中《亨利四世（第一部）》第一页。

《亨利四世（第一部）》（英語：Henry IV, Part 1）是威廉·莎士比亚的一部历史剧，据信写于1597年以前。这是莎士比亚四部曲中的第二部，按顺序为《理查二世》、《亨利四世 (第一部)》、《亨利四世 (第二部)》、《亨利五世》。
《亨利四世（第一部）》主要描写了亨利四世与各个王子和反叛诸侯的斗争，从1402年末霍茨博在诺森伯兰与道格拉斯的霍默尔顿之战开始，到1403年中期在什鲁斯伯里反抗者的失败结束。